# گواتسورا
گواتسورا (به ایتالیایی: Guazzora) یک کومونه در ایتالیا است که در استان آلساندریا واقع شده‌است.

## خصوصیات
گواتسورا ۲٫۹ کیلومترمربع مساحت و ۳۱۱ نفر جمعیت دارد.